# جردن هیل (لوئیزیانا)
جردن هیل (به انگلیسی: Jordan Hill) شهری در ایالت لوئیزیانا کشور ایالات متحده آمریکا است که جمعیت آن در سرشماری سال ۲۰۱۰ میلادی، ۲۱۱ نفر بوده‌است.